# 西遊記 (1960年の映画)
『西遊記』（さいゆうき、英文表記：ALAKAZAN THE GREAT）は、1960年公開の長編漫画映画（アニメ映画）である。東映動画（現：東映アニメーション）スタジオの長編漫画映画第3作目。手塚治虫の『ぼくの孫悟空』が原案である。
キャッチコピーは「全世界のよい子が待ちに待った、唄と笑いの孫悟空の大冒険!!」。
1960年8月14日公開。上映時間88分。東映スコープ。なお本作から長編アニメにも、オープニングに「荒磯に波」を使用する。

## 製作
演出を務めた白川大作の後年の回想によると、「西洋ものではディズニーにかなわない」という発想から、白川自身が本作の企画を出したという。1958年12月から1959年2月頃に白川と同僚の渾大坊（こんたいぼう）五郎が初台にあった手塚の自宅を訪れ、構想を話すと手塚は賛同した。手塚の回想（光文社版『手塚治虫漫画全集』の『西遊記』（全3巻、『ぼくの孫悟空』の改題）の各巻あとがきに「マンガ映画"西遊記"と私」というタイトルで掲載）では、渾大坊からアニメ製作への勧誘（「東映動画の仕事を手伝ってくれないか」という内容）があったのは、1958年夏としている。アニメーションに興味を持っていた手塚はストーリーボードから参加する希望を伝え、実際に作業もおこなったものの、本業の漫画執筆との兼ね合いから次第に打ち合わせが困難になった。そこで手塚は自身の代わりとして、アシスタントだった月岡貞夫と、漫画家としてデビューしたばかりの石森章太郎（当時、後に改名して石ノ森章太郎）を東映動画に派遣した。二人は当初手塚の描いたラフなストーリーボード（連続性のない、イメージを描いたもの）を清書する作業を手がけた。
絵コンテは、手塚のストーリーボードからスタッフの討議を経て植草圭之助が脚本をおこし、それを藪下泰司がカット割りする形で作られた。植草は、東映動画の長編作品では初のプロの脚本家起用であった。植草は西遊記の各種書籍を読んだり、アニメーションの参考としてディズニー作品を見たり、手塚の自宅で中国製長編アニメの『西遊記 鉄扇公主の巻』を鑑賞するなどした。大塚康生は、アイデアを並列に配置しラストもあっさりした手塚の構成が、起承転結をがっちりと組み立てた劇映画で観客を満足させる東映の作風と合致せず、東映動画側は手塚の絵コンテを改変して使用せざるを得なかったと説明している。手塚自身は前記の回想で、1959年4月に福島県の裏磐梯で絵コンテを「最初から練直し」たものの、寒さではかどらずに帰路の列車で決定稿を描いたと記している。
やがて月岡と石森はともに東映動画入りを希望、月岡は入社が決まったが、石森については白川が「個性が強すぎる」という理由で漫画家を続行するよう説得したという。
月岡は動画のクレジットながら実際には原画も担当し、その才能は社内でも注目された。原画は森康二・大塚康生・熊川正雄・大工原章・古沢日出夫がクレジットされているが、実際にはメインの原画スタッフの判断で、動画のメンバーでも月岡のように原画を担当したスタッフがいたという。
キャラクターについては手塚が原案を起こしたが、東映動画のアニメーターからは反発を受け、月岡がかなりの部分でリライトしたものをベースに、キャラクターの登場場面を担当するアニメーターが修正する形で決定された。
ストーリー面では、手塚はラストの部分で悟空のガールフレンドである燐々（リンリン）を死なせて悲劇にすることを主張したが、白川をはじめとする東映動画のスタッフは強く反対し、最終的に手塚もしかたなくそれに従ったという。
作画期間6か月で完成させたが、スタッフは月平均88時間の残業をおこない、原動画スタッフ60人中10人が製作期間を含む1年間に病気に罹患し、「過労が原因ではないか」とする指摘が公開翌年になされている。
大塚康生によると、作画枚数は約8万枚で、当時の東映動画では『太陽の王子 ホルスの大冒険』を上回り最大である。

## ストーリー
石の中からおかしな猿（石猿）が生まれた。その石猿は猿の女の子・燐々（りんりん）と友達になる。ある日、石猿は勇気を試す滝壺の飛び込みに挑戦すると、そこは水中と陸上が逆になっており、御殿「水簾洞」があった。石猿は水簾洞の看板を持ち帰り、猿達の王様となる。猿達は水簾洞で暮らすようになるが、石猿は偉ぶって手がつけられなくなっていた。
そんな折、世の中で一番知恵のある動物「人間」の存在を知った孫悟空は、人間よりも偉くなるために旅に出る。三星洞の仙人の弟子になって修行し、ついに全ての術を会得した石猿は、「孫悟空」の名と極意書を授かる。そこへはるばるやって来た燐々のため、天国の果物を盗んで大騒動になり、警察に追われるが分身の術で蹴散らし、金星将軍から如意棒を奪い取る。続いて天帝の命により二郎真君が立ちはだかり、悟空と変身合戦を繰り広げる。これには悟空も敵わず、宮殿の中に逃げ隠れると、そこにはお釈迦様（釈迦如来）がいた。自惚れた悟空はお釈迦様の挑戦に乗るが、その掌からは抜け出せず、五行山の牢に閉じ込められる。そこでは術も使えないため、寒さに震え、腹も減っていた。そこへ燐々がやってきて、毎日食べ物を届けてくれた。ある日、冬の寒さに倒れた燐々は観音様（観世音菩薩）のお告げを見る。そのお告げのとおり、通りかかった三蔵法師が念仏を唱えると、封印のお札が取れ、石の牢は消えた。三蔵法師は世の人々を救う尊い経文をいただくために、悟空に旅の供をしてほしいと言う。それでも言うことを聞かない悟空の頭に金箍をつけて締め付けると、悟空はついに観念し、三蔵法師と共に天竺に向かう。
一行がある屋敷の前を通りかかると、今夜化け物が主人の娘と無理矢理結婚し、連れ去ると言う。悟空が娘に化けて待ち構えていると、約束通り豚の化け物・猪八戒がやって来た。悟空が、自分のことを馬鹿にされたので怒って正体を現したため、猪八戒は金角・銀角の元へ逃げ込む。そこには火焔山の牛魔王の子分・小龍が来ていた。そこへ悟空が筋斗雲で追ってくると、金角・銀角が立ちはだかり、金角の瓢箪に吸い込まれてしまう。悟空は瓢箪に穴を開けて抜け出し、猪八戒に化けて瓢箪を奪うが、落とし穴に落とされる。悟空は穴の中にいた大サソリを倒し、金角・銀角を瓢箪に吸い込む。残る猪八戒も倒そうとするが、燐々の声に従って許し、一緒にお供をさせる。
小龍は牛魔王に「食えば三千年長生きできる」という三蔵法師発見の連絡をし、三蔵法師が乗る白馬を悪戯してさらう。すぐに悟空が追いかけて三蔵法師を救い出し、小龍は逃げる。一行は砂漠の中に城を見つける。そこは人喰いの大入道・沙悟浄の城だった。現れた沙悟浄に悟空と猪八戒は砂嵐で吹き飛ばされ、三蔵法師は捕らえられる。悟空はリンゴに化け、沙悟浄にわざと食べられて腹の中で暴れたので、沙悟浄はたまらず降参し、仲間に加わる。
砂漠を越えると、次は険しい山々が待っていた。小龍は悟空達を仲間喧嘩させる。牛魔王が火焔山を噴火させると、辺り一面に溶岩が降り注ぎ、一行は道を塞がれてしまう。溶岩を凍らせるため、悟空達は牛魔王が持つ芭蕉扇を盗りに行く。牛魔王が出かけた隙に、悟空と猪八戒は牛魔王に化けて羅刹女から芭蕉扇を奪うが、猪八戒が捕まる。一方、三蔵法師は牛魔王にさらわれ、芭蕉扇も小龍に奪われ、悟空も溶岩に落とされてしまう。
牛魔王のアジトでは、妖怪達の宴が行われていた。沙悟浄が槍で穴を掘って牛魔王のアジトに着くと、悟空は牛魔王に裏切られ改心した小龍から薬をもらう。吊るされた三蔵法師と猪八戒が今にも大鍋に落とされそうになった時、間一髪で悟空と沙悟浄が助けに現れる。沙悟浄は三蔵法師達を助けて猪八戒と共に妖怪達と戦い、悟空は牛魔王を火焔山の火口に落として倒した。猪八戒は羅刹女から奪った芭蕉扇で溶岩を凍らせる。
一行がついに天竺に到着すると、お釈迦様と観音様が待っていて、悟空の頭の金箍を外す。一行は経文を持ち帰る。悟空は燐々の元へ帰り、猿達から大歓迎される。

## 受賞等

### 選定・推薦
- 文部省選定
- 優秀映画鑑賞会推薦
- 東京都教育委員会推薦
- 大阪府教育委員会推薦
- 大阪市教育委員会推薦
- 大阪市映画教育協議会特選
- 兵庫県青少年映画審議会推薦
- 関西主婦連合推薦[1]

### 受賞
- 第13回ヴェニス児童映画祭特別大賞[1]

## スタッフ
- 演出：藪下泰司、手塚治虫、白川大作
- 製作：大川博
- 企画：高橋秀行、渾大坊五郎
- 構成：手塚治虫
- 脚本：植草圭之助
- 動画監修：山本早苗
- 原画：森康二・熊川正雄・大塚康生・大工原章・古沢日出夫
- 動画：紺野修司、喜多眞佐武、楠部大吉郎、奥山玲子、寺千賀雄、吉田迪彦、永沢詢、杉山卓、堀川豊平、太宰眞知子、中村和子、長沼寿美子
- 美術：矢野雅章、沼井肇
- 色彩：前場孝一
- 背景：杉本英子、小沢和子、斉藤君子、浦田又治、横井三郎
- トレース：進藤みつ子、本橋文枝、宮崎正子、吉田信子
- 彩色：川島純子、林冨喜江、岡迫亘弘
- 仕上検査：新納三郎
- 撮影：大塚晴郷、石川光明、杉山健児
- 録音：空閑昌敏、森武
- 音響効果：加納米一
- 編集：宮本信太郎、井草寛二郎
- 考証：邱永漢
- 製作進行：茂呂清一
- 作詩：西沢爽
- 音楽：服部良一

備考
「製作 大川博」のクレジットは、オリジナル版は元より1964年のリバイバル版でもそのままクレジットされたものの、1976年リバイバル版では映像はそのままで、クレジットのみがカットされた。

## キャスト
- 孫悟空 - 小宮山清
- 燐々 - 新道乃里子
- 猪八戒 - 木下秀雄
- 沙悟浄 - 篠田節夫
- 三蔵法師 - 関根信昭
- 釈迦如来 - 武田国久
- 観世音菩薩 - 尾崎勝子
- 小竜 - 白坂道子
- 牛魔王 - 巌金四郎
- 羅刹女 - 加藤玉枝
- 金角大王 - 川久保潔
- 銀角大王 - 風祭修一

## 挿入歌
全て、作詩：西沢爽 / 作曲：服部良一 / 協力：コロムビアレコード
- 「光の歌」（歌：合唱）
- 「滝つぼの歌」（歌：ダーク・ダックス）
- 「リンリンの歌 (1)」（歌：佐藤茂美）※数字はオリジナルは丸囲み文字
- 「リンリンの歌 (2)」（歌：佐藤茂美）※数字はオリジナルは丸囲み文字
- 「孫悟空の歌」（歌：山東昭子）
- 「でたらめの歌」（歌：木下秀雄、三遊亭小金馬）[1]

## リバイバル
- 本作はその後、1964年3月22日にリバイバル上映され、また1976年12月19日には『冬休み東映まんがまつり』内の一本として、一部地域のみでリバイバル上映された。
- なお、前年（1975年）に7年振りに再開した『東映まんがまつり』の冬興行は再び中断、次に冬興行が行われるのは、8年後の1984年12月公開の『お年玉東映まんがまつり』（全国公開）まで待たなければならなかった。

## 同時上映
1960年版
- 水戸黄門
  - 脚本：小国英雄 / 監督：松田定次 / 主演：月形龍之介

1964年版
- 狼少年ケン 魔の岩の決闘 アラビアの怪人

1976年版
- UFOロボ グレンダイザー 赤い夕陽の対決
- ピノキオより ピコリーノの冒険
- 一休さん おねしょお姫さま
- 秘密戦隊ゴレンジャー 火の山最期の大噴火
- 忍者キャプター

1964年版と1976年版の同時上映作は、全てTVブロウアップ作品。

## 映像ソフト
- まず東映ビデオからビデオソフト（VHS。年代不明）が発売&レンタルされ、続いて1992年に同じく東映ビデオからレーザーディスクが発売されたが、いずれも廃盤。現在は2002年8月9日より東映ビデオからDVD発売&レンタルされている。なおDVDには、2008年6月28日発売の廉価バージョン「名作アニメ DVDセレクション」もある。
- いずれも本編や「予告編」の他、大川博社長とアニメの孫悟空が会話、更に当時の製作風景を映した「特報」も収録されている。
- なお「復刻! 東映まんがまつり」バージョンは、今のところ発売されてない。またオープニング映像はすべて1976年リバイバル版である。
- 磁気テープによるヴィデオ録画装置などが出現する以前の時代には、16ミリ映写フィルムなどが小学校等での巡回映画上映用などに存在して貸し出されていた。

## 派生作品
手塚治虫は、悟空の恋人として登場する燐々（リンリン）を主人公とした漫画『リンリンちゃん』を秋田書店の『ひとみ』に連載した。

## ネット配信
- 東映シアターオンライン（YouTube）：2024年1月18日21:00 - 同年2月1日23:59（JST）
  - 「東映オンデマンド1周年」を記念して配信。オープニング映像は1976年版。